# Hartman (Arkansas)
Pour les articles homonymes, voir Hartman.
Hartman est une municipalité située dans l’État américain de l'Arkansas, dans le comté de Johnson.

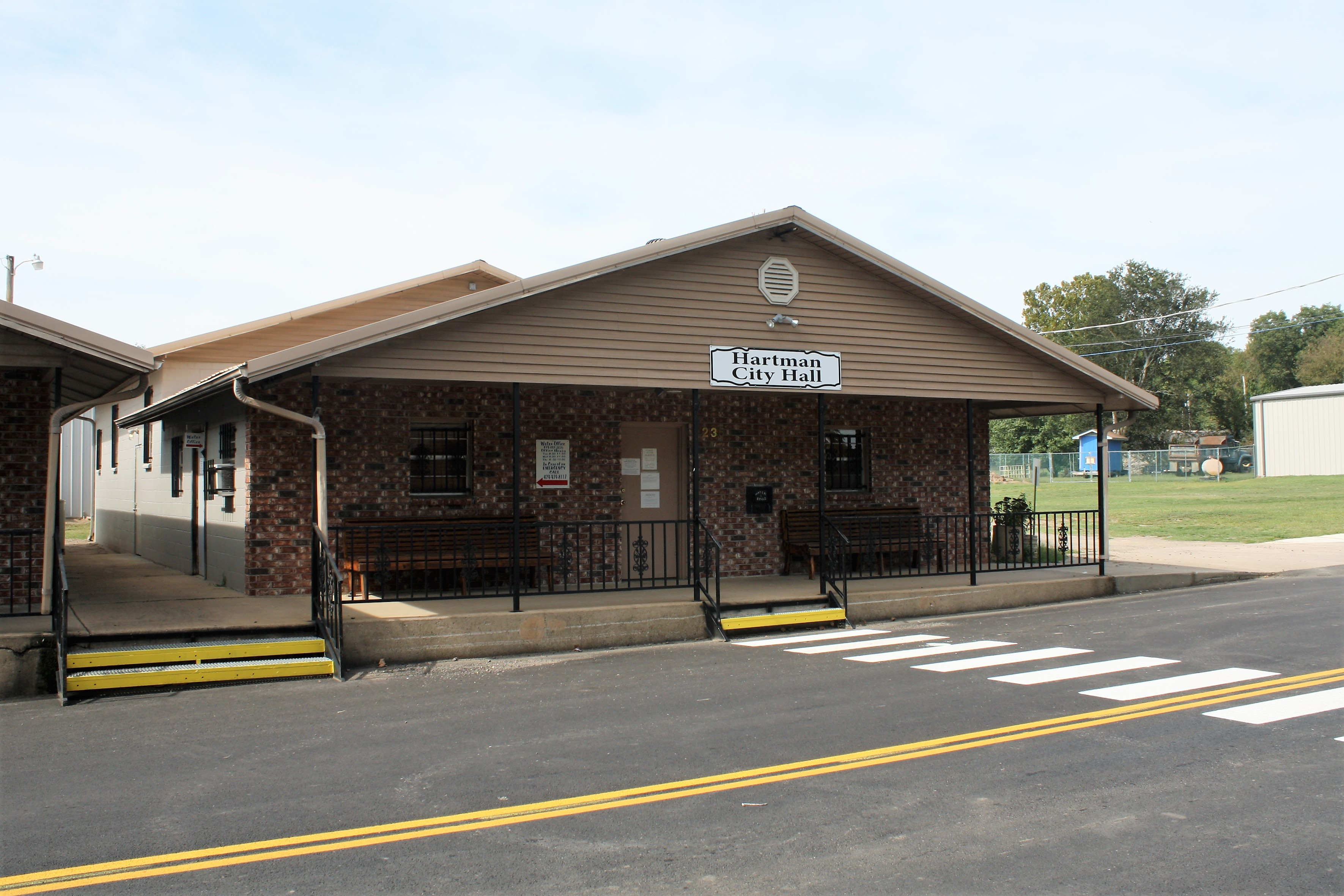
La mairie de Hartmann